# Latvijas kauss 2012-2013
La Coppa di Lettonia 2012-2013 (in lettone Latvijas kauss) è la 71ª edizione del torneo a eliminazione diretta. È iniziata il 3 giugno 2012 ed è terminata il 18 maggio 2013. Lo Skonto è la squadra detentrice del trofeo. Il Ventspils ha vinto il trofeo per la sesta volta nella sua storia.

## Primo turno
Hanno partecipato a questo turno 8 squadre di 2. Līga.
| Squadra 1      | Risultato   | Squadra 2      |
| -------------- | ----------- | -------------- |
| 3 giugno 2012  |             |                |
| Valka          | 2 – 4       | Rīnūži         |
| 8 giugno 2012  |             |                |
| Mērsrags       | 2 – 1       | Tukuma Brāļi   |
| 12 giugno 2012 |             |                |
| Alberts FK     | 2 – 1 (dts) | Latgols Ludzas |
| 13 giugno 2012 |             |                |
| Saldus         | 0 – 1       | Kuldīga        |

## Secondo turno
Il turno è stato annullato perché solo 4 squadre di 2. Līga, qualificate dal turno precedente, vi avrebbero dovuto partecipare. Tutte le squadre sono state qualificate automaticamente al terzo turno.

## Terzo turno
Partecipano a questo turno le 8 squadre di 1. Līga 2012 che non erano formazioni riserve e le 4 vincenti del primo turno.
| Squadra 1      | Risultato   | Squadra 2        |
| -------------- | ----------- | ---------------- |
| 30 giugno 2012 |             |                  |
| Varavīksne     | 1 – 2       | Augšdaugavas NSS |
| 1º luglio 2012 |             |                  |
| Mērsrags       | 0 – 10      | RFS Riga         |
| Kuldīga        | 0 – 1       | Tukums 2000      |
| Rēzeknes BJSS  | 0 – 1       | BFC Daugava      |
| 2 luglio 2012  |             |                  |
| Rīnūži         | 2 – 1       | Valmiera         |
| 7 luglio 2012  |             |                  |
| Alberts FK     | 0 – 2 (dts) | Auda Ķekava      |

## Ottavi di finale
Hanno partecipato a questo turno le 10 squadre di Virslīga e le 6 vincenti del terzo turno.
| Squadra 1        | Risultato | Squadra 2         |
| ---------------- | --------- | ----------------- |
| 21 luglio 2012   |           |                   |
| RFS Riga         | 0 – 11    | Daugava           |
| BFC Daugava      | 0 – 3     | Ventspils         |
| 22 luglio 2012   |           |                   |
| Augšdaugavas NSS | 1 – 4     | Gulbene           |
| Tukums 2000      | 0 – 6     | Skonto            |
| Jelgava          | 1 – 2     | Metalurgs Liepāja |
| Metta/LU         | 1 – 7     | Jūrmala           |
| Auda Ķekava      | 0 – 2     | Spartaks Jūrmala  |
| 23 luglio 2012   |           |                   |
| Rīnūži           | 0 – 6     | Daugava Rīga      |

## Quarti di finale
| Squadra 1         | Risultato         | Squadra 2    |
| ----------------- | ----------------- | ------------ |
| 16 marzo 2013     |                   |              |
| Daugava           | 2 – 1             | Jūrmala      |
| Metalurgs Liepāja | 3 – 1             | Skonto       |
| 17 marzo 2013     |                   |              |
| Spartaks Jūrmala  | 1 – 1 (4 – 5 dtr) | Ventspils    |
| Gulbene           | 0 – 7             | Daugava Rīga |

## Semifinali
| Squadra 1     | Risultato         | Squadra 2         |
| ------------- | ----------------- | ----------------- |
| 3 maggio 2013 |                   |                   |
| Ventspils     | 4 - 0             | Daugava           |
| Daugava Rīga  | 1 – 1 (2 – 4 dtr) | Metalurgs Liepāja |

## Finale
| Riga 18 maggio 2013, ore UTC+3                                       | Ventspils | 2 – 1        | Metalurgs Liepāja | Skonto Stadium |
| \| \| \| \| \| Yanchuk 72’ Dubra 93’ \| Marcatori \| 43’ Jemeļins \| |           |              |                   |                |
|                                                                      |           |              |                   |                |
| Yanchuk 72’ Dubra 93’                                                | Marcatori | 43’ Jemeļins |                   |                |